# Motivation (linguistique)
Pour les articles homonymes, voir Motivation (homonymie).
 (août 2019).
Le terme motivation désigne plusieurs notions en linguistique :
- une explication sur l'origine des mots et du langage ;
- les relations morphologiques et paradigmatiques entre les mots de la langue en linguistique historique ;
- un concept important concernant la relation entre signifiant et signifié dans la linguistique synchronique contemporaine.

## Définitions

### Sens philosophique
La motivation au sens ancien est une notion philosophique qui a son origine dans la philosophie platonicienne et est aussi nommée cratylisme, ou parfois mimologisme. Le mot cratylisme est dérivé du nom d’un dialogue de Platon, le Cratyle, dont le héros éponyme élabore une théorie de l'origine des mots et de leur lien aux choses. Ce mot a été popularisé dans les années 1970 par le théoricien de la littérature Gérard Genette.
La théorie du personnage de Cratyle est que la relation entre les mots et les choses est « motivée », c'est-à-dire qu'il y a un rapport obligé, naturel et consubstantiel entre un mot et la réalité qu’il désigne, et que les deux ont une forme commune (d'où le terme de « mimologisme »). Le personnage d’Hermogène lui oppose la thèse du nominalisme (terme à ne pas confondre avec le concept philosophique de nominalisme, qui dérive du latin nomina, « nom » : ici, il s'agit d'une formation sur le terme νομοσ, qui signifie « loi », « règle » en grec). Elle est proche de celle de la linguistique actuelle, car elle postule une forme d'arbitraire, Socrate soutenant que les mots sont attribués aux choses par la décision de sortes de législateurs de la langue, sans qu'il y ait de lien naturel entre les mot et chose.
Les diverses écoles linguistiques actuelles ne retiennent plus les hypothèses mimologiques, bien que certaines reviennent en partie sur le concept saussurien d'arbitraire du signe, sauf pour certains cas particuliers comme celui des onomatopées, qui imitent des sons non linguistiques liés à la réalité de ce qu’elles désignent — par exemple, « miaou » désigne et évoque le cri du chat.

### Motivation en diachronie
La linguistique historique a pour objet l'évolution des langues sur la longue durée. Si elle s'intéresse aussi à l'évolution des sens, son principal objet est l'évolution des formes, de la morphologie des mots. Dans ce cadre, le terme de motivation a trois acceptions : premièrement, un procédé courant, dit réfection analogique, d'ajustement morphologique de mots irréguliers selon la forme habituelle des mots réguliers de la même classe ; deuxièmement, un procédé habituel de formation de néologismes à partir de mots et d'affixes préexistants  troisièmement, en un sens négatif, l'absence de relation entre certains mots (néologismes d’invention, emprunts) et le vocabulaire « natif ».
La motivation par réfection analogique est une modification, par usure phonétique, de la prononciation ou de la graphie d’un mot qui a pour effet de la rapprocher de celle d'autres mots. Ce procédé courant touche particulièrement les formes irrégulières, et notamment les verbes. Il est rare dans les langues actuelles les plus normalisées, telles que l'allemand, le français, l'anglais ou l'espagnol, et, plus généralement, dans les langues qui sont fixées depuis longtemps par l'écriture : la plupart des langues européennes actuelles ne connaissent plus ce phénomène que de façon marginale.
La motivation des néologismes, bien que partant d'un procédé formel, a cependant un rapport à la sémantique, en ce sens que c'est parce que l'on connaît et comprend le sens des racines et affixes disponibles dans la langue qu'on est à même de créer des néologismes ayant une motivation, c'est-à-dire, que l'auditeur est capable d'admettre comme correspondant à une forme acceptable pour la langue concernée. Bien que par définition un néologisme ressorte de la synchronie pour son sens et son usage, cette forme de motivation est d'ordre diachronique, car elle s'appuie sur une connaissance généralement inconsciente mais réelle de l'histoire de la langue, qui permet à un locuteur de déterminer si un certain mot a une forme acceptable. La création de formes motivées peut aller du plus simple et ordinaire (création de verbe à partir d'un substantif ou d'un substantif à partir d'un adjectif, etc.) au plus complexe, la création de mots nouveaux composés d'une ou plusieurs racines et d'un ou plusieurs affixes. Ce cas est surtout courant pour les mots scientifiques et techniques et, pour les langues européennes, le plus souvent à partir d'éléments tirés du grec et du latin.
En contraste, un mot directement importé d'une langue inhabituelle est par nécessité non motivé, puisqu'il ne se relie pas au stock des mots ou éléments de mots disponibles. Ce caractère de non motivation ne s'efface pas avec le temps, sauf si le mot est normalisé, qu'il subit une réfection analogique. Chose qui n'est possible que pour des mots formellement proches d'autres mots de la langue. Cette non motivation n'induit pas que le locuteur ressente un mot comme «non local», d'autant s'il est importé de longue date, simplement il ne peut pas le relier à une famille ou à une classe de mots natifs. Par exemple, le locuteur francophone peut à la fois considérer des mots à la terminaison en -ing (parking, camping, karting, jogging...) comme «français», tout en ne les reliant pas aux mots de formation native et en les déterminant comme «mots anglais» (bien que certains, comme “parking”, soient des créations françaises).

### Motivation en synchronie
Il y a deux aspects, la non-motivation comme concept linguistique, et celle ordinaire, qui a beaucoup de rapports avec ce qu'on nomme les faux-amis, les termes qui ressemblent à des mots d'une certaine langue mais ont un sens assez ou très différent de ces mots.
Le concept de non-motivation en linguistique, qui est ancien (voir sens philosophique), n'est nommé ainsi que depuis le début du XXe siècle, d'après la théorie saussurienne de la langue.
Au tournant des XIXe et XXe siècles, Ferdinand de Saussure, linguiste suisse qui enseigna dans son pays et en France, fut le premier à poser les bases d'une synthèse de l'étude de la langue comme branche des sciences humaines et sociales, d'où découleront plusieurs écoles linguistiques structuralistes européennes. Beaucoup des notions qu'il traita dans son Cours de linguistique générale n'étaient pas nouvelles, mais c'est la synthèse de ces notions et l'établissement de dénominations claires qui fit l'intérêt de son œuvre et explique son importance dans la linguistique contemporaine. On peut même dire qu'il est le fondateur de la linguistique comme domaine autonome des sciences sociales et l'inventeur de la notion de linguistique générale, regroupant les linguistiques diachronique et synchronique, et faisant de domaines connexes (phonétique, phonologie, philologie...) des branches de cette linguistique.
Un de ses apports essentiels est l'analyse du signe linguistique en quatre composantes, formant, signifiant, signifié et image mentale, le premier terme désignant la réalisation effective d'un mot, son aspect sonore (phonétique), le deuxième, les traits pertinents (phonologiques) d'une réalisation effective, le troisième, le(s) concept(s) lié(s) au signifiant, le quatrième, la représentation mentale que chaque locuteur associe à la réalité que désigne le signifié. Pour Saussure, et pour la majorité des linguistes après lui, la linguistique doit s'intéresser avant tout au signifiant et au signifié, le formant concernant surtout la phonétique ou étude des sons en tant qu'eux-mêmes, l'image mentale étant du ressort de la psychologie.
La question de la motivation concerne dans ce cadre la relation entre signifiant et signifié. Dans la théorie de Saussure, reprise par toutes les écoles linguistiques se rattachant au structuralisme, cette relation est dite non motivée et l'on parle en ce cas d'arbitraire du signe, au sens où il n'y a pas de lien naturel et obligé entre signifiant et signifié. L'existence attestée de langues diverses désignant les mêmes réalités par des signifiants différents ou associant les mêmes formant à des signifiés inassimilables montre qu'il n'existe pas de motivation évidente entre signifiant et signifié.
L'autre forme de motivation des mots d'une langue en synchronie, interne à cette langue, qui se rapproche parfois de la motivation par réfection analogique en synchronie, est la capacité d'un locuteur à « motiver » un mot inconnu par association de forme avec d'autres mots de la langue. Et a contrario l'impossibilité de motiver un mot non associable ou de faire une motivation erronée par fausse association à des mots connus.
C'est cette capacité de motivation intra-linguistique ce qui autorise un locuteur à créer des néologismes par combinaison de racines et d'affixes, mais aussi la création de néologismes par combinaisons de mots selon les procédés de l'analogie ou métaphore et de la proximité ou métonymie, ou le plus souvent par une combinaison des deux procédés.
Par exemple, un locuteur qui n'aura jamais rencontré le mot “portable” est capable de déterminer qu'il désigne « ce qui peut être soulevé ou déplacé », par compréhension de la racine “port-” qui signifie soulever, déplacer, et du suffixe “-able” qui signifie «ayant la qualité de». Cela n'implique pas qu'il aura immédiatement la compréhension de l'usage réel et multiple d'un mot de la langue, mais qu'il est en état de déterminer le sens commun minimal justifiant la désignation de réalités diverses par ce mot particulier.
De même, un locuteur qui rencontre pour la première fois un composé comme “pomme de terre” ou “chemin de fer” en voyant la réalité désignée est en état de comprendre que le premier élément est une analogie (qui ressemble à une pomme, à un chemin) et que le second réfère à une proximité (qui pousse dans la terre, qui est fait avec du fer).

### Sites Web
Plus récemment, les linguistes se sont intéressés à des unités plus petites que les morphèmes, qu'ils nomment "submorphèmes", pour lesquels ils reconnaissent une motivation en leur reconnaissant une invariance notionnelle, en particulier en anglais. D'autres estiment que la motivation linguistique est systématique et que les mots sont des ensembles de symboles.